# SK Super Nova
Maillots
Actualités
Le Sporta klubs Super Nova est un club letton de football basé à Riga. Il évolue en Virslīga depuis son accession en 2024. 
Fondé en 2000, le club évolue longtemps dans les basses divisions du football letton avant d'accèder à la deuxième division en 2018 puis d'être promu pour la première fois en D1 en 2022. 
Fondé à Riga, le club déménage par la suite à Salaspils en 2022 avant de revenir à Riga par la suite. 

## Histoire
Le SK Super Nova accède a la Virsliga après sa troisième place en deuxième division lors de la saison 2021. Mais le club redescend après une seule petite saison en terminant lanterne rouge. Cependant, le FK Spartaks Jurmala n'obtient pas sa licence pour continuer de jouer en D1 et Supernova est repêché. La saison 2023 est très difficile pour l'équipe, composée majoritairement de joueurs jeunes et sans expérience de l'élite lettonne. Après une belle victoire contre Tukums lors de la deuxième journée, Super Nova enchaîne trois défaites consécutives avant de créer la surprise en battant le champion en titre Valmiera. S'ensuit une série de 25 matchs sans victoire en championnat qui a pour conséquence une relégation mathématiquement inévitable très rapidement dans la saison. Finalement, l'équipe termine bonne dernière avec seulement 14 points et trois victoires engrangés en 36 matchs. Autre statistique symptomatique de la faiblesse de l'effectif sur la saison, Super Nova termine avec 19 points de retard sur Metta, neuvième et barragiste.

### Saison en deuxième division et retour immédiat en première division

#### Remontée immédiate en Tonybet Virsliga
Super Nova commence sa saison de deuxième division par une victoire 5-0 contre le  FA Rēzekne avant d'enchaîner six matchs sans défaite, avec des victoires contre le JDFS Alberts ou encore la réserve de Riga,,. Super Nova est troisième du championnat à la mi-saison, au coudes à coudes avec Alberts. A la faveur d'une fin de saison exceptionelle (une défaite sur la phase retour ), l'équipe remonte en Virslīga en remportant le championnat.

#### Saison du retour en Virsliga
Le SK Super Nova obtiens sa licence et retrouve ainsi le football professionnel en étant intégré en TonyBet Virsliga. 

## Bilan saison par saison
| Saison | Championnat | Championnat | Championnat | Championnat | Championnat | Championnat | Championnat | Championnat | Championnat | Championnat | Coupe de Lettonie   |
| Saison | Division    | Pos         | Pts         | J           | V           | N           | D           | BP          | BC          | Diff        | Coupe de Lettonie   |
| ------ | ----------- | ----------- | ----------- | ----------- | ----------- | ----------- | ----------- | ----------- | ----------- | ----------- | ------------------- |
| 2018   | 2e          | 2e          | 53          | 22          | 17          | 2           | 3           | 81          | 20          | +61         | Huitièmes de finale |
| 2019   | 2e          | 2e          | 58          | 27          | 19          | 1           | 7           | 95          | 27          | +68         | Huitièmes de finale |
| 2020   | 2e          | 6e          | 16          | 13          | 4           | 4           | 5           | 20          | 20          | 0           | Seizièmes de finale |
| 2021   | 2e          | 3e          | 23          | 13          | 7           | 2           | 4           | 26          | 24          | +2          | Seizièmes de finale |
| 2022   | 1re         | 10e         | 20          | 36          | 4           | 8           | 24          | 24          | 81          | -57         | Huitièmes de finale |
| 2023   | 1re         | 10e         | 14          | 36          | 3           | 5           | 28          | 25          | 96          | -71         | Huitièmes de finale |
| 2024   | 2e          | 1er         | 65          | 26          | 21          | 2           | 3           | 65          | 11          | +54         | 32e de finale       |

Légende
- Promotion en division supérieure
- Relégation en division inférieure

## Personnalités du club

### Entraîneurs
- Jurģis Kalns (2018 — 2019)
- Oļegs Blagonadeždins (2019 — 2020)
- Sergejs Kožans (2020 — 2021)
- Andrejs Lapsa (2021-2022)
- Igors Korablovs
- Aleksandrs Kolinko
- Sergeys Golubevs
- Ervins Perkons (depuis la saison 2024)